# Lingtren
El Lingtren, de 6749 metros, es una montaña del área de Mahalangur Himal en el Himalaya, a aproximadamente 8 kilómetros en línea recta del monte Everest. Yace en la frontera internacional entre Nepal y China, y fue escalada por primera vez en 1935. Administrativamente, está en la frontera entre el distrito de Solukhumbu (zona de Sagarmatha, Nepal) y el condado de Tingri, prefectura de Shigatse, Tíbet. Una montaña cercana al poniente fue llamada originalmente Lingtrennup, pero ahora es conocida como Xi Lingchain.

## Geografía

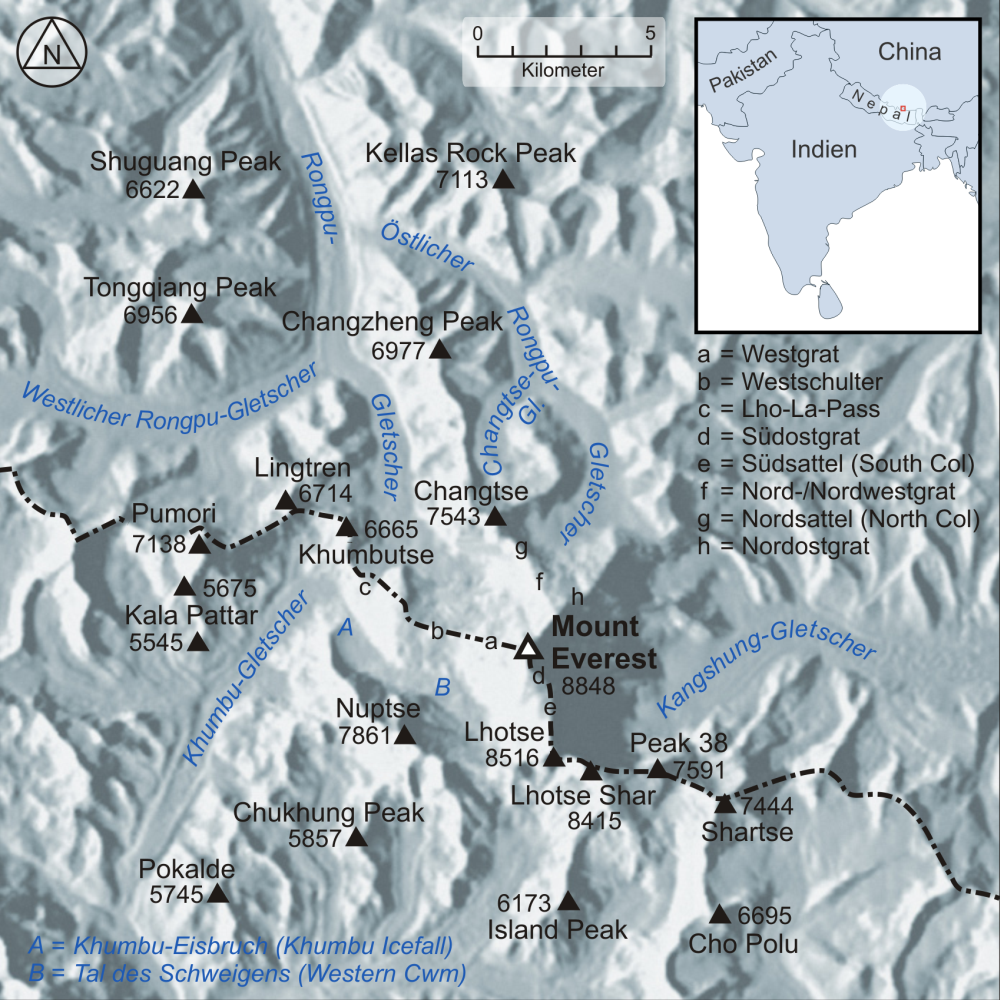
Mapa topográfico de la región

En la larga cadena de montañas que se extiende al norponiente del monte Everest, cuya arista Oeste desciende al collado del Lho La (6026 m) antes de elevarse al Khumbutse (6665 m), la arista desciende a un collado sin nombre a 6204 m y asciende al Lingtren donde continúa hacia otro collado sin nombre a 6121 m y luego al Pumori (7165 m). Limitada al norte por esta cadena de montañas, se encuentra el Cwm Occidental en Nepal, donde el glaciar de Khumbu desciende hacia el noroeste sobre la Cascada de Hielo antes de dar un brusco giro hacia el suroeste. El Lingtren se encuentra en el vórtice de este ángulo rectangular. Al norte de esta cadena montañosa del Tíbet, el glaciar de Rongbuk Occidental fluye hacia el este para unirse al glaciar de Rongbuk Principal. Cerca del Lingtren, el glaciar de Khumbu se encuentra a unos 5400 m, mientras que el glaciar de Rongbuk Occidental está a aproximadamente 6000 m.
Geológicamente, la cara Sur de la montaña está compuesta por roca gneis de color negro, cubierta por un grueso manto de granito masivo. La roca gneis ha hecho intrusión con otros mantos más delgados de granito.
La elevación de la cumbre se ha medido alternativamente entre 6714 m y 6674 m usando diferentes modelos de elevación. La prominencia del Lingtren es de cerca de 593 m por encima de su collado principal, que se encuentra entre él y su vecino próximo, el Pumori.

## Descubrimiento

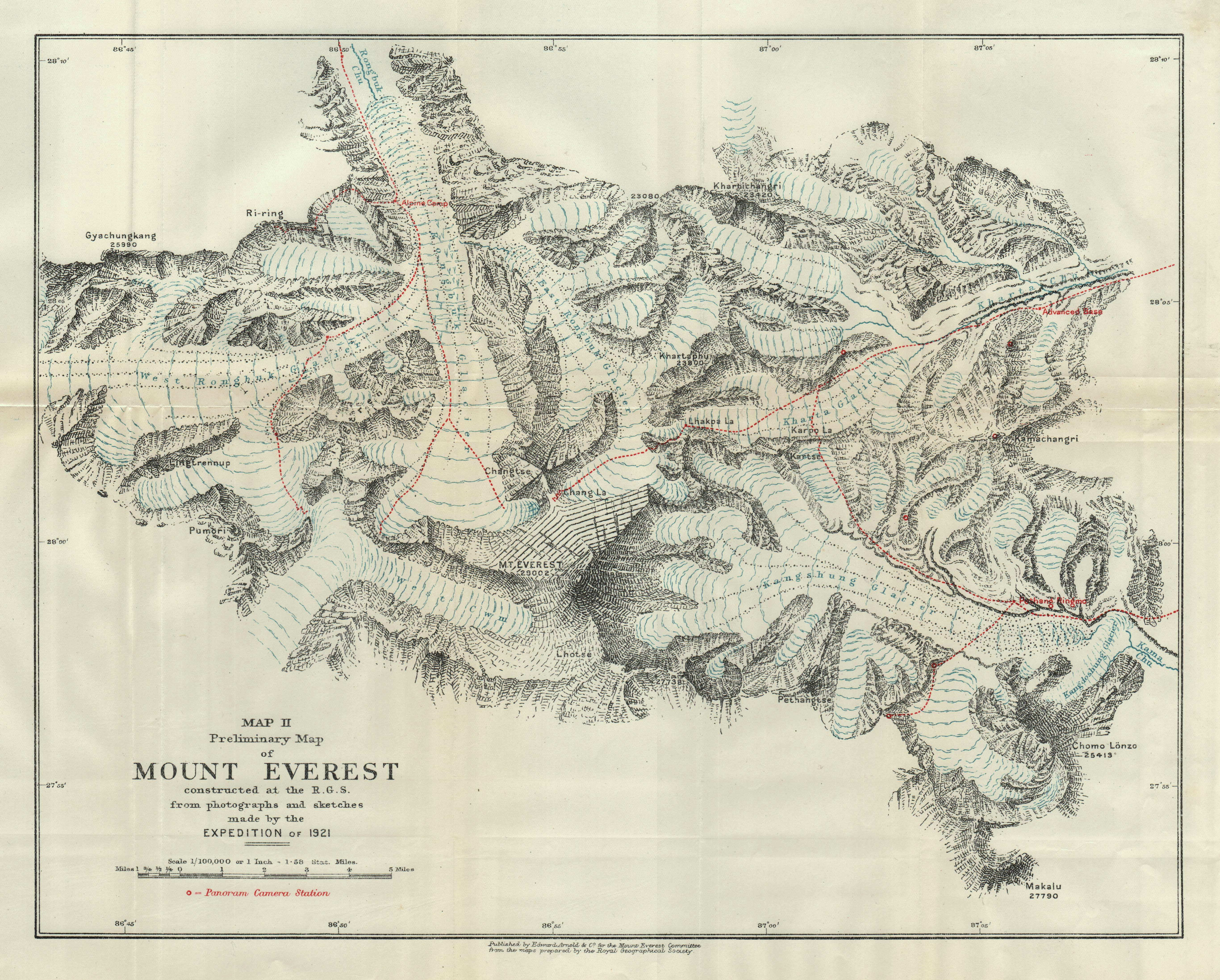
Mapa de la expedición de 1921

El Lingtren es perfectamente visible desde las pobladas villas del valle de Khumbu en Nepal, pero puede que haya sido visto por primera vez desde el Tíbet por exploradores occidentales en 1921. Durante la expedición británica de reconocimiento al monte Everest de 1921, George Mallory y Guy Bullock se encontraban explorando la región al norte del Everest esperando encontrar una ruta a la cumbre de dicha montaña. Como la arista Oeste del Everest no lucía prometedora, trataron llegar a la cuenca a un punto donde se pudiera ver qué había hacia el sur. Al hacer esto, descubrieron el Lingtren (pero no lo escalaron) y bordearon sus flancos para alcanzar un collado desde donde pudieron ver el Cwm Occidental por primera vez. Sin embargo, la perspectiva de un descenso muy escarpado al glaciar de Khumbu y luego el ascenso por la cascada de hielo los llevó a rechazar esa ruta.

## Nombre
El pico ahora conocido como Lingtren, es de hecho parte de una compleja formación que se extiende del norte hacia el glaciar de Rongbuk Occidental (ver el mapa de expedición de 1921). La sección septentrional, en conjunción con los glaciares de Rongbuk Occidental y Principal, es ahora conocido como el pico Guangming (28°02′46″N 86°51′53″E / 28.0462, 86.8647) y tiene una elevación de 6533 m. El nombre «Lingtren» se refiere ahora solamente a la cima más alta, que se encuentra inmediatamente al norte del glaciar de Khumbu.
Mallory y Bullock sugirieron nombres para varias de las características topográficas que descubrieron y fueron aprobados por la expedición y transmitidos a Charles Alfred Bell, embajador especial de la Gran Bretaña para Lhasa, para su aprobación. En referencia a todo el complejo del Lingtren, escogieron el nombre Lingtren como el tibetano para «subcontinente» o «isla».  Por alusión, esta palabra también se usa para describir un templo menor asociado a un templo principal.
Hay otro pico que se adentra hacia el glaciar de Rongbuk Occidental, pero se encuentra más hacia el poniente, y ha resultado ser un excelente lugar para observar y fotografiar la topografía montañosa de la región. Este pico era llamado «Lingtrennup» (Lingtren Occidental) y Mallory se refería a él con frecuencia como «El Pico de la Isla» por su ubicación aislada. Esta montaña tiene una elevación de 6 396 m y ahora es conocida generalmente como Xi Lingchain (28°02′05″N 86°48′28″E / 28.0347, 86.8078).

## Primer ascensión
La expedición británica de reconocimiento del monte Everest de 1935 exploró de nuevo la región, y en esta ocasión, durante lo que Eric Shipton llamó como una verdadera orgía de montañismo, Shipton y Dan Bryant escalaron por primera vez un pico aislado del Lingtren, el Lingtrennup y de ahí, el pico principal del Lingtren. A medida que fueron descendiendo a lo largo de una estrecha arista de hielo, cruzaron sobre una cornisa que se quebró y Bryant cayó cerca de 150 m. Afortunadamente Shipton fue capaz de sostener la cuerda y Bryant, que se había sujetado con su piolet, pudo subir de nuevo.

## Eventos subsecuentes

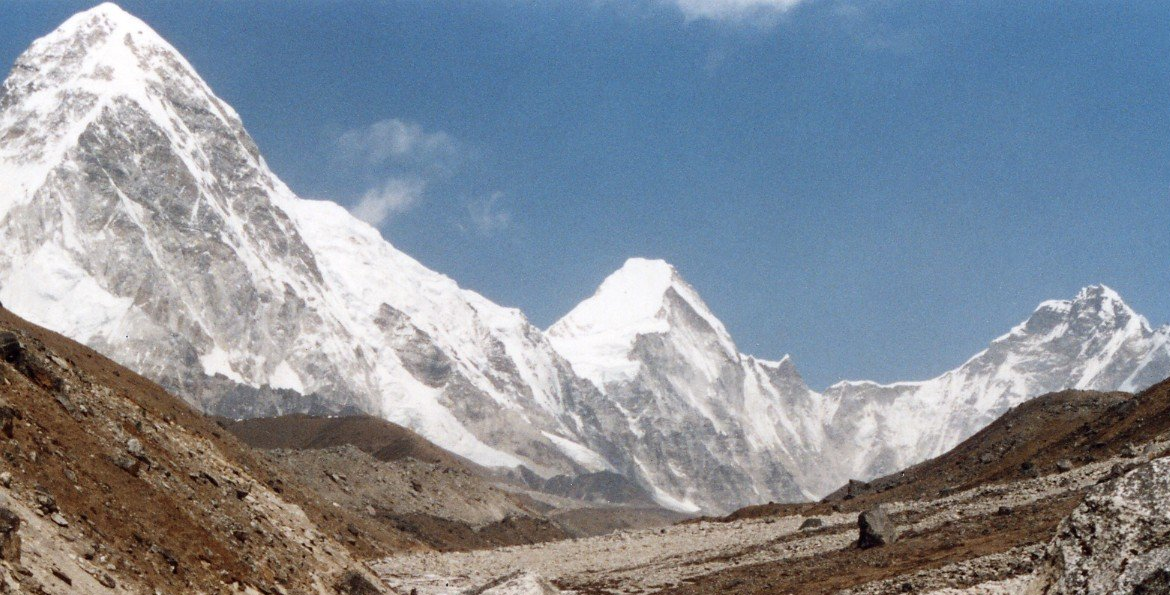
Panorámica del Pumori, Lingtren y el Khumbutse

Mientras ascendían por el valle de Khumbu al comienzo de la exitosa expedición británica del monte Everest de 1953, John Hunt comentó que el glaciar emergía como si solo pudiera originarse en una aparente cabecera del valle entre el Lingtren y el Nuptse – la Cascada de Hielo y el Cwm Occidental permanecían completamente invisibles alrededor de la curva cerrada en el glaciar. Describió una cumbre del Lingtren como cuadrada y de aristas empinadas y otra al oriente (a la que llamó Lingtren II) como «delgada como una oblea en su parte superior, con una vista increíblemente frágil».
No ha habido registros plenamente aceptados de que la montaña haya sido escalada desde 1935 y esto quiere decir que nunca ha sido escalada desde el lado nepalí. Esto es quizás destacable, porque a partir del campo base del Everest en Nepal, junto con el Pumori y el Khumbutse (ambos ya escalados), la montaña sobresale a menos de 5 kilómetros de distancia. Un intento al Lingtren fue hecho en 2013. El holandés Bart Vos afirmó haber escalado el Lingtren en 1993, argumentando haber iniciado en Nepal y luego haber cruzado el Tíbet. Sin embargo esta afirmación ha sido descartada.

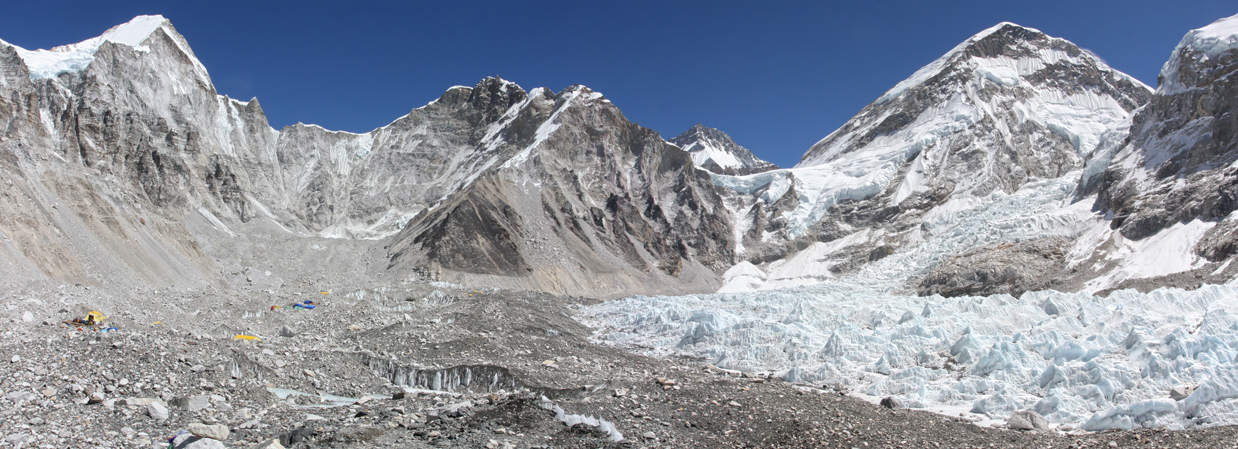
Izquierda a derecha: Lingtren-Khumbutse - Lado occidental del Everest.

## Lecturas recomendadas
- Bullock, G. H. (1962). «Everest Expedition, 1921. Diaries of G. H. Bullock (Part I).» (pdf). Alpine Journal 304: 130-149. Consultado el 18 de junio de 2014.
- Bullock, G. H. (1962). «Everest Expedition, 1921. Diaries of G. H. Bullock (Part II).» (pdf). Alpine Journal 305: 291-309. Consultado el 18 de junio de 2014.
- Howard-Bury, C. K. (1922). Mount Everest the Reconnaissance, 1921 (1 edición). Nueva York: Longman & Green. Consultado el 13 de junio de 2014.
- Shipton, Eric (1936). «The Mount Everest Reconnaissance, 1935». Himalayan Journal 8. Consultado el 9 de diciembre de 2014.
- Vos, Bart (1997). Hoger dan de Dhaulagiri. Amsterdam: Nijgh & Van Ditmar. ISBN 978-9038874524.